# Indian Powerplus
L'Indian Powerplus est une moto construite de 1916 à 1923 par la Hendee Manufacturing Company. Conçu par Charles Gustafson, le moteur de la Powerplus fut le premier moteur flathead d'Indian.

## Conception et développement

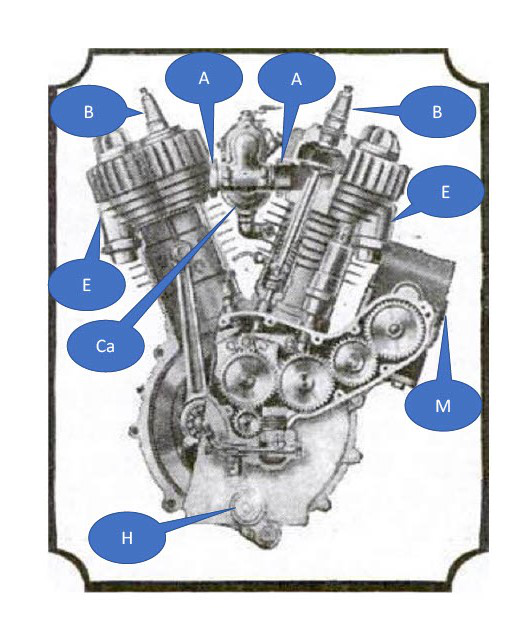
Vue éclatée d'un moteur Powerplus.

Charles Gustafson quitta Reading Standard en 1909 et rejoignit Indian en tant qu'assistant d'Oscar Hedstrom,. Gustafson avait conçu des moteurs «flathead» à soupapes latérales pour Reading Standard, le premier constructeur de motos aux États-Unis à utiliser un moteur flathead sur une moto de série. Quand Hedstrom quitta Indian en 1913, Gustafson devint ingénieur en chef d'Indian.
À la fin de 1915, Indian introduisit le remplacement du moteur de Hedstrom par le bicylindre en V de 61 ci (1 000 cm3) de Gustafson. Le nouveau moteur utilisait des soupapes latérales au lieu de la disposition des soupapes d'admission sur échappement (IOE) utilisée dans les conceptions Hedstrom,. Le moteur flathead était plus silencieux et moins coûteux à fabriquer que le moteur IOE précédent et nécessitait moins de maintenance. Il fut nommé « Powerplus » car sa puissance d'environ seize chevaux (12 kW) était nettement supérieure à celle du moteur précédent.
Le nouveau moteur fut installé dans les cadres existants des motos Indian avec V-twin et utilisa des composants déjà existants pour la transmission, les réservoirs, le guidon et d'autres éléments. La transmission comprenait un embrayage, un démarreur et une boîte de vitesses à trois rapports,.
Le cadre standard du Powerplus était doté d'une fixation conventionnelle rigide sur la roue arrière, mais elle était également disponible avec le cadre suspendu Cradle Spring Frame d'Indian. Introduit en 1913, ce cadre avait un bras oscillant arrière relié à des ressorts à lames.

## Conduite
La Powerplus avait des poignées tournantes des deux côtés. La manette des gaz était contrôlée par la poignée gauche tandis que la poignée droite avançait ou retardait l'étincelle. Trois commandes se trouvaient du côté droit du réservoir d’essence, un levier de vitesses à commande verticale, un levier de soupape d’échappement et un levier d’embrayage à main. Le levier d’embrayage était relié à la pédale d’embrayage située sur le côté gauche de la moto.

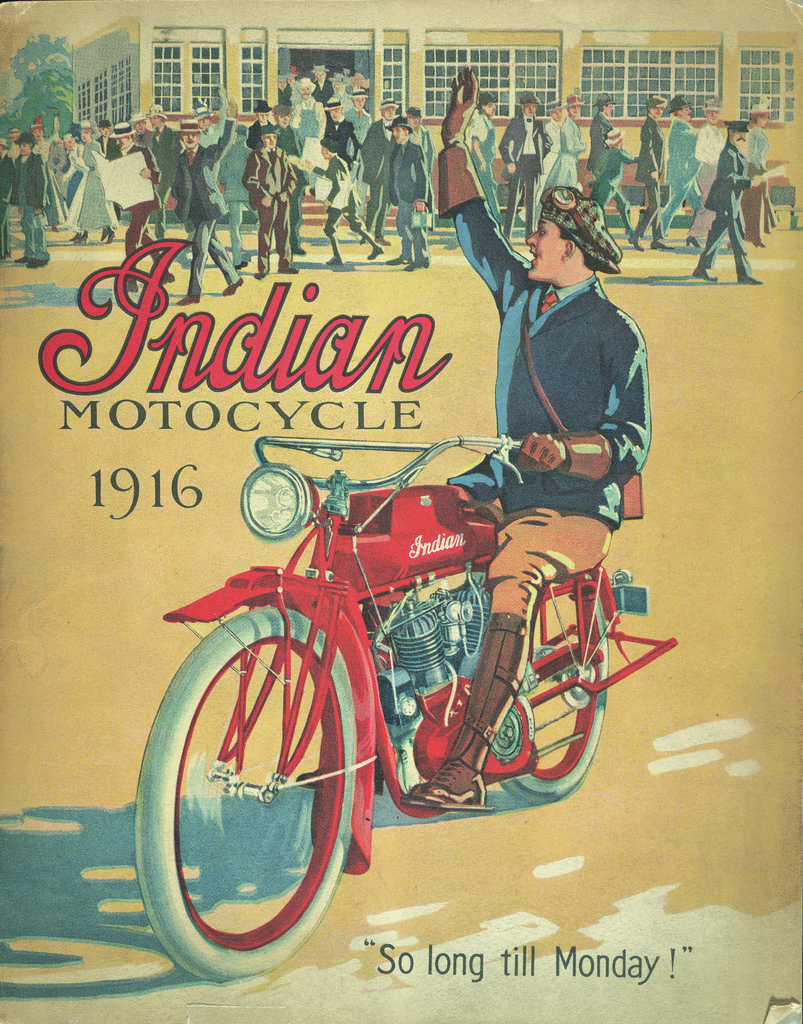
Publicité de 1916.

## Promotion et développement
Entre le 24 et le 28 août 1915, Erwin "Cannonball" Baker roula sur l'une des premières Indian Powerplus de Vancouver à Tijuana en trois jours, neuf heures et quinze minutes, établissant un nouveau record pour la course Three Flags.
Le moteur Powerplus fut révisé en 1917 avec les cylindres et les pistons allongés d'un quart de pouce et le maneton de piston déplacé en dessous du centre du piston. Cela permit de réduire le nombre de bris de piston. Les bouchons de soupapes dans la culasse furent munis d’ailettes de 1917 jusqu’à la fin de la production.
Un moteur plus gros, avec une cylindrée d'environ 72 ci (1 180 cm3), était disponible en 1920.

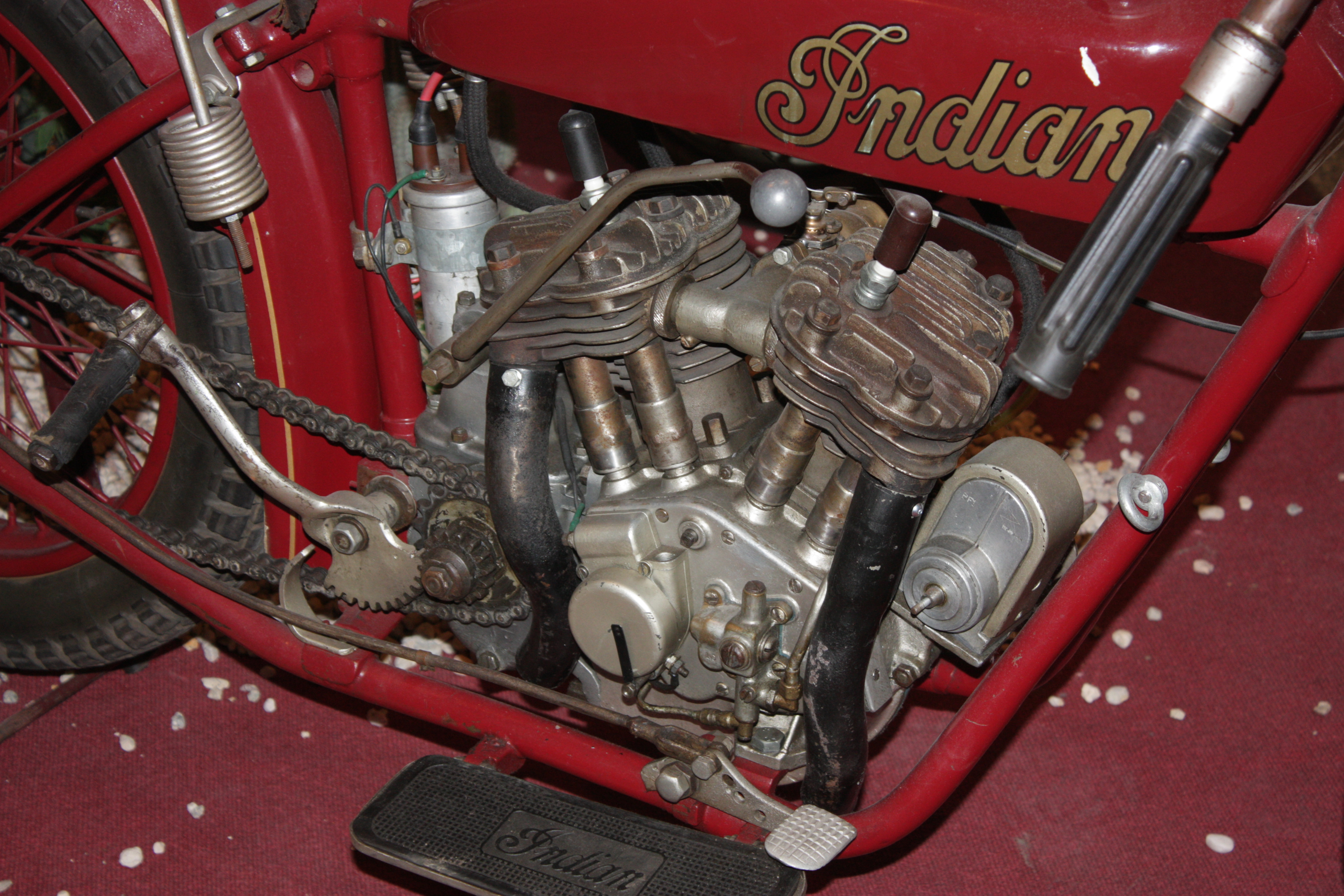
Détails d'une Indian Powerplus (moteur, bouchons de valve de surpression amovibles, leviers de commande à main d'embrayage, de boîte de vitesses et de la soupape d'échappement, ainsi que la pédale de frein du tambour arrière).

## Fin de la production
La production du gros moteur Powerplus prit fin en 1922, année du début de la production de son futur successeur, le Chief. Le moteur Powerplus fut rebaptisé « Standard » en 1922, reflétant le fait qu’il n’était pas aussi puissant que la Chief,.
Le moteur Standard fut abandonné en 1923 et le cadre à ressort Cradle Spring Frame avec lui. Indian ne proposera plus la suspension arrière sur une moto de série jusqu'en 1940, année où la Chief et les Four se verront équipées d'une suspension à piston.

## Dans la culture populaire
Dans le film de Sergio Leone Il était une fois la révolution, le personnage de John Mallory (James Coburn) pilote une Indian Powerplus au début du film.

## Galerie

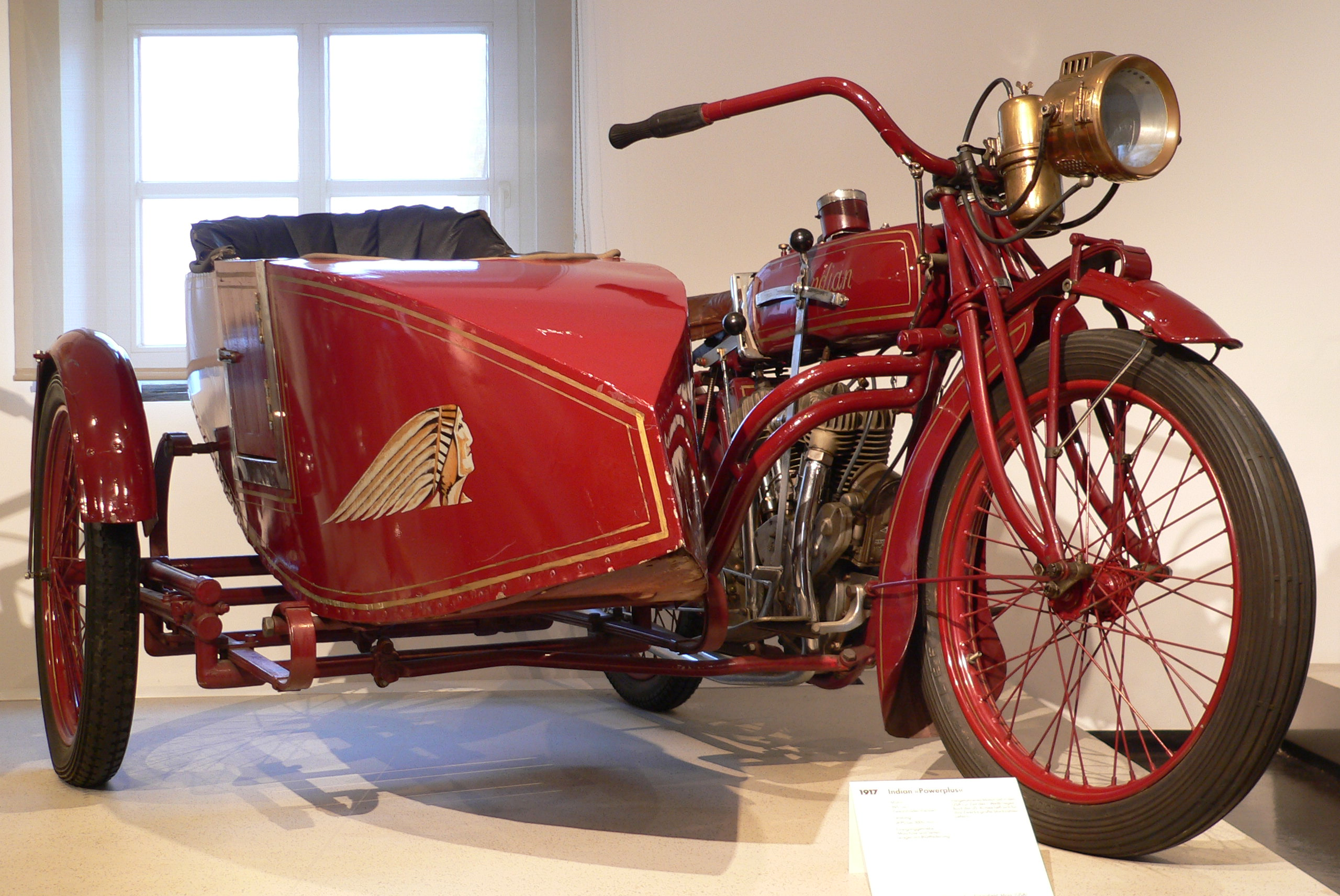
Side-car Powerplus.
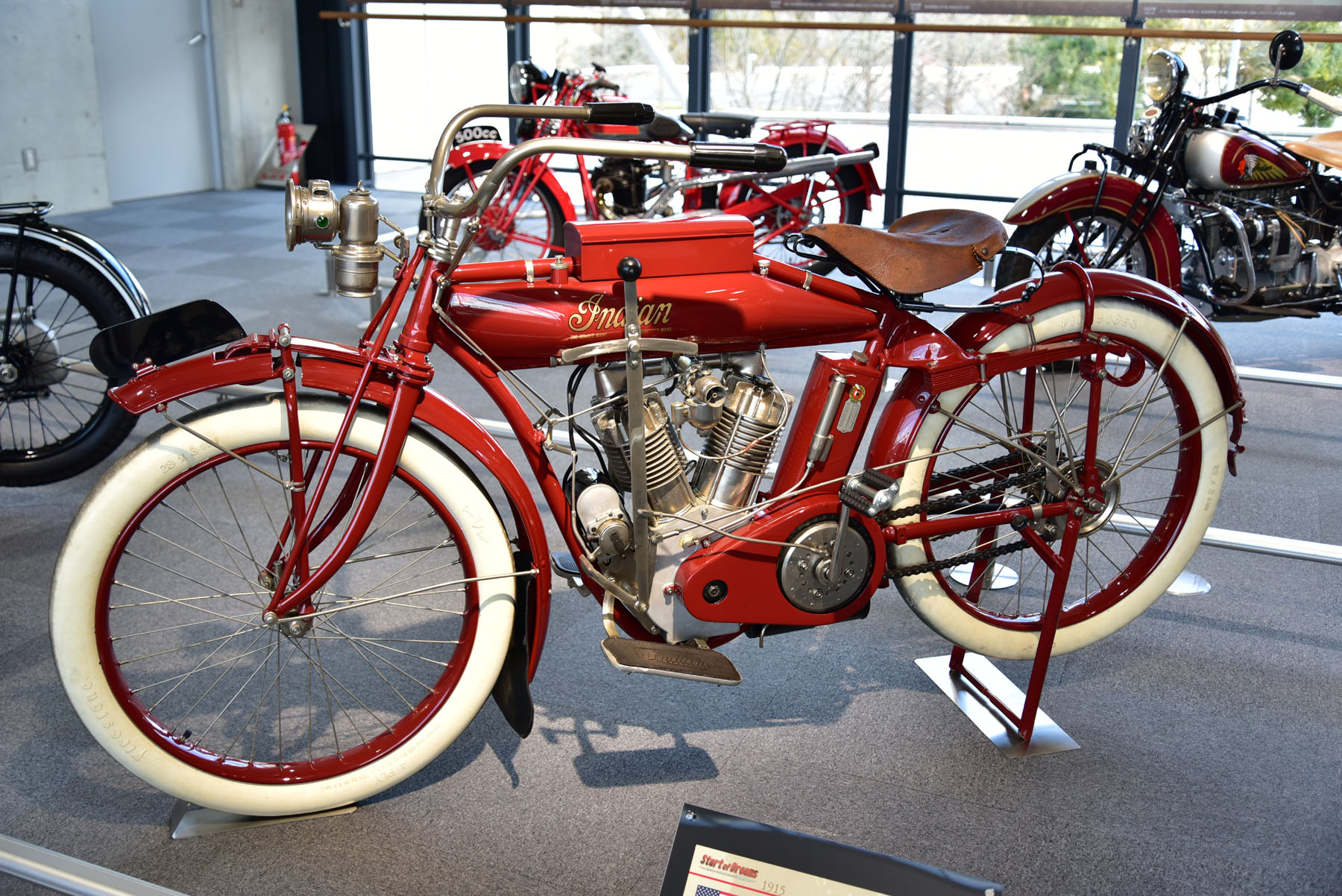
Powerplus 1915.
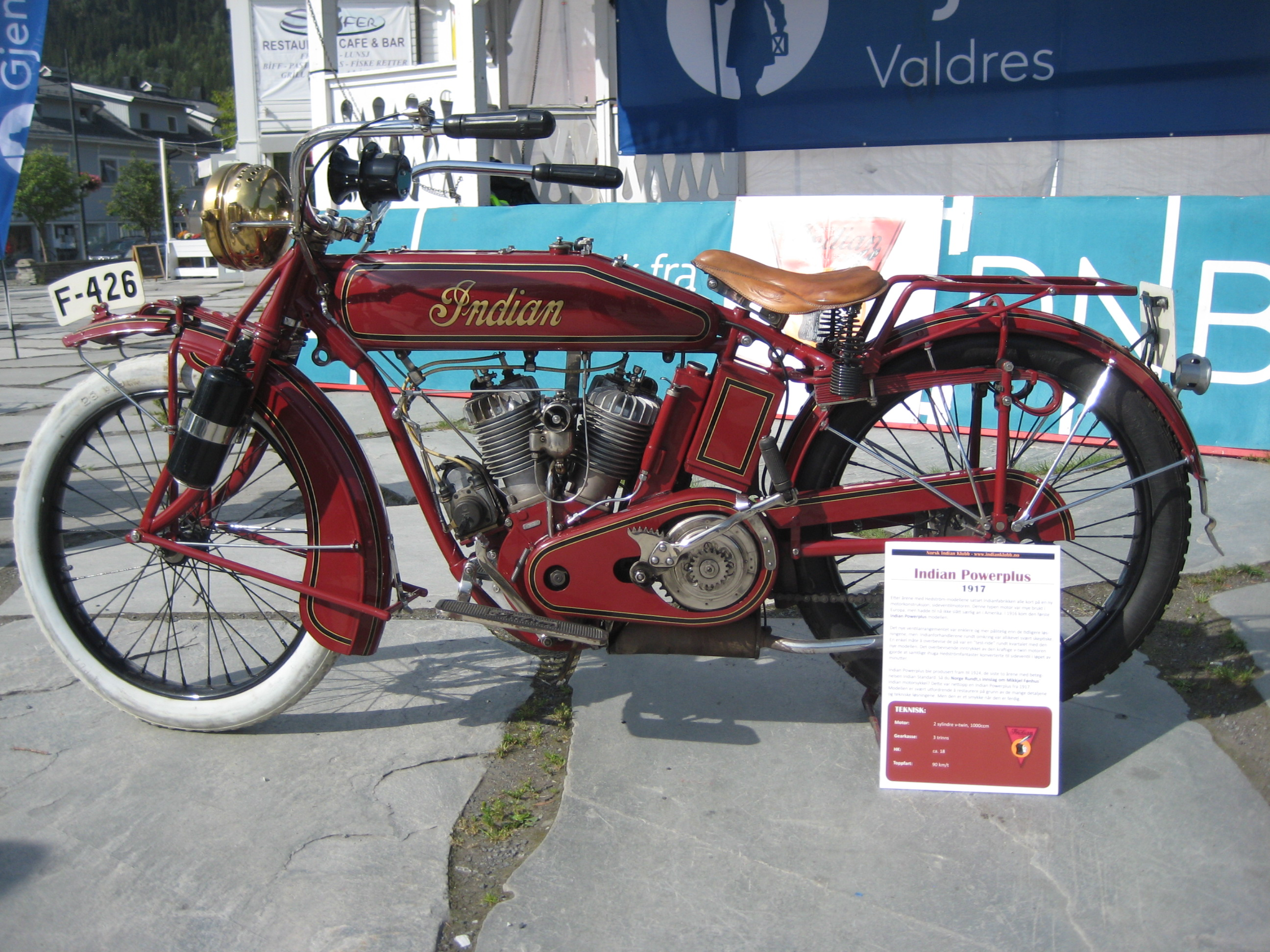
Powerplus 1917.
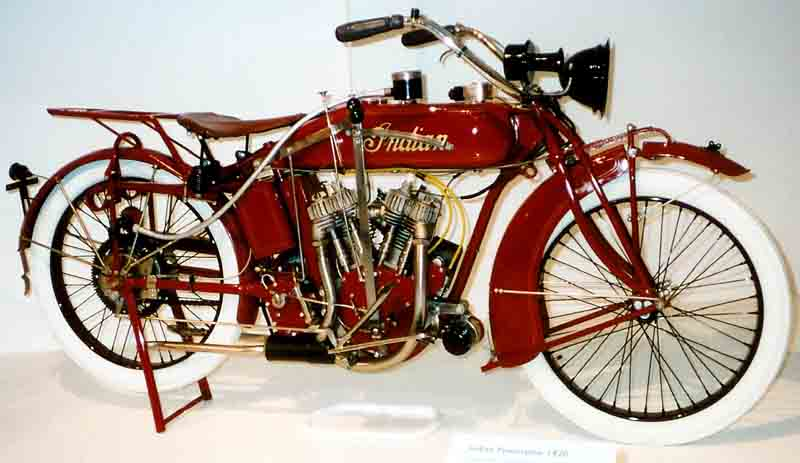
Powerplus 1920.